# Echios (Trojańczyk)
Echios (Ἔχιος) – Trojańczyk wymieniony w Iliadzie [XVI 416]. Zabity przez Patroklosa. Homer wymienia także inną osobę o tym imieniu, Greka Echiosa.